# Mesocalanus tenuicornis
Mesocalanus tenuicornis är en kräftdjursart som först beskrevs av James Dwight Dana 1849.  Mesocalanus tenuicornis ingår i släktet Mesocalanus och familjen Calanidae. Inga underarter finns listade i Catalogue of Life.